# Miodrag Kojadinović
Miodrag Kojadinović, en serbe cyrillique Миодраг Којадиновић (né le 22 novembre 1961 à Negotin, Serbie), est un poète, linguiste, interprète, traducteur, écrivain et théoricien de la sexualité et du genre serbo-canadien.

## Biographie
Il complète ses études universitaires au Canada, en Serbie et en Hongrie, puis il travaille dans trois ambassades et dans les médias au Canada et aux Pays-Bas, avant d'effectuer des recherches à l'Université d'Utrecht, l'Université d'Amsterdam (UVA) et l'Université d'Oslo. Depuis 2005 il enseigne à l'Université du Guangxi à Nanning, Province de Guangxi de la République populaire de Chine, avec deux collèges (dont l'un à Macao) et de l'Université Sun Yat-sen à Guangzhou où il utilise une version non officielle de son nom en chinois: 妙谠 (Miào Dǎng, en idéogrammes simplifiés).
Miodrag Kojadinović est un polyglotte qui écrit en anglais, serbe, hollandais et français et parle plusieurs autres langues européennes et asiatiques. Ses œuvres ont été incluses dans de nombreuses anthologies, journaux littéraires et artistiques aux États-Unis, en Serbie (en serbe et hongrois), au Canada, en Russie, aux Pays-Bas (en néerlandais et anglais), en Slovénie, Inde, Écosse, Chine, au Monténégro, Macao, en Australie, Allemagne, Espagne, Angleterre et Croatie.
Il a préparé/édité une anthologie des études LGBT qui serait la première tant en serbe qu'en Serbie (Čitanka istopolnih studija, 2001).
Sa vie nomade sur plusieurs continents est le sujet d'un film documentaire court, Double Exit, qui a été présenté au Festival du Film Documentaire International d'Amsterdam (International Documentary Film Festival Amsterdam; IDFA -- réf: IMDB) dans le cadre d'un travail collectif par les étudiants de master en 1996, ainsi qu'à Budapest et à Belgrade plus tard.
Il est petit-cousin de Slobodan Misic-Brenda, entraîneur de handball serbo-québécois.

## Œuvres choisies

### Comme auteur
- (en) Miodrag Kojadinović, Under Thunderous Skies : Eight Tales of China Meeting Non-China, Hong Kong, Earnshaw Books, 2015, 128 p. (ISBN 978-988-8273-33-1)
- (en) Miodrag Kojadinović, Érotiques Suprèmes, Choose the Sword Press, 2015, 60 p. (ISBN 978-0-692-51669-0), gagnant au 28e prix Lambda Literary dans son genre.
- (sr) Miodrag Kojadinović, Antinoj : Antinous, Belgrade, Rende, 2004 (ISBN 978-86-83897-26-1)
- (sr) Miodrag Kojadinović, Čitanka istopolnih studija, Belgrade, Program istopolnih studija, 2001 (ISBN 978-86-902605-1-5, OCLC 49319852)

### Comme contributeur
- Não há AMOR como o primeiro, PraiaGrande Edições, 2013 (ISBN 978-99965-950-2-8)
- First Things First, PraiaGrande Edições, 2013 (ISBN 978-99965-950-1-1)
- Priče o Savamali, Arhipelag, 2013 (ISBN 978-86-523-0084-6)
- Antidepresiv, Ganeša klub, 2011 (ISBN 978-86-84371-17-3)
- Pažnja, dečaci rastu!, SIL, 2005 (ISBN 978-86-83483-44-0)
- Mentsh : On Being Jewish and Queer, Alyson Publications, 2004, 380 p. (ISBN 978-1-55583-850-8)
- Rough Stuff : Tales of Gay Men, Sex, and Power, Alyson Publications, 2000, 213 p. (ISBN 978-1-55583-520-0)
- Unlimited Desires : An International Anthology of Bisexual Erotica, BiPress, 2000, 176 p. (ISBN 978-0-9538816-0-4)
- Leuke Jongens, 2e druk, Prometheus, 1998 (ISBN 978-90-5713-311-4)